# Ксанф (історик)
Ксанф (V ст. до н. е.) — давньогрецький історик та логограф. Представник низки логографів Стародавньої Греції.

## Життєпис
Народився й все своє життя мешкав у м. Сарди (Лідія, Мала Азія). Стосовно особистого життя Ксанфа немає відомостей. Головним твором його була праця «Лідійська історія» або Лідіка. Тут подається як міфологічна, так і конкретна історія лідійська царства, біографія лідійських царів, історія династій. Проте до сьогодення дійшло лише декілька уривків. Писав Ксанф в іонічному стилі.

## Твори
- Лідійська історія
- Магіка